# Andrew Marton
Andrew Marton (Budapeste, Hungria, 26 de janeiro de 1904 – 7 de janeiro de 1992) foi um cineasta  norte-americano de origem húngara.